# Horoměřice
Horoměřice (en allemand : Horomierschitz) est une commune du district de Prague-Ouest, dans la région de Bohême-Centrale, en République tchèque. Sa population s'élevait à 4 463 habitants en 2020.

## Géographie
Horoměřice se trouve à 10 km au nord-ouest du centre de Prague et fait partie de son aire urbaine.
La commune est limitée par Statenice au nord-ouest, par Únětice au nord, et par Prague à l'est, au sud et au sud-ouest.

## Histoire
La première mention écrite de la localité date de 1273.